# Vapor Babitonga
O Vapor Babitonga foi um barco de transporte que operou na Baía da Babitonga, no estado de Santa Catarina (Brasil nos finais do século XIX e inícios do século XX.
Construído na Europa, casco de aço, motor com caldeira tendo como combustível lenha, com 13 metros de comprimento e o nome de Vedette, foi transportado da França até o Rio de Janeiro, no convés de outro navio.
Foi lançado às águas na baía de Guanabara, veio costeando o litoral brasileiro até São Francisco do Sul e ali foi rebatizado com o nome de "Babitonga", homenageando a bela baía por onde iria navegar até Joinville, transportando passageiros e mercadorias. 
O calendário marcava o ano de 1888, mês de maio, quando o Babitonga fez sua primeira viagem, levando passageiros e bagagens, com destino a Joinville. Jornal da época registra o fato:  "mostrou-se como embarcação de marcha veloz, fazendo a ida de São Francisco do Sul com 30 passageiros a bordo, em duas horas e meia e a vinda de Joinville em apenas duas horas".
De propriedade do Sr. Frederico Bruestlein, administrador de Joinville, recebeu da presidência da provincia a concessão necessária, fundou a Empresa de Navegação a Vapor, abrindo perspectiva da comunicação entre Joinville e São Francisco do Sul.
Assim, em 1 de junho de 1888, apareceu o seguinte edital nos jornais Gazeta de Joinville e Kolonie-Zeitung:
| “ | A Empreza de Navegação a Vapor entre São Francisco do Sul e Joinville faz sciente ao respeitável público que pretende principiar a correr no dia 2 de Junho o seu serviço. | ” |

O Babitonga esteve em atividades até a década de 1930, foi aposentado na Praia de Paulas, depredado e enferrujado, desapareceu completamente esquecido, depois de prestar relevantes serviços às duas cidades .
O seu comandante Otto Benack e seu ajudante e maquinista Otto Patzsch muito contribuiram junto com todos que tiveram a honra de nele terem viajado.